# Eppo Janssen
Eppo Janssen (Etterbeek, 5 juni 1976) is een Belgisch programmamaker.
Janssen werkte sinds oktober 1999 voor Studio Brussel als muzieksamensteller. Hij werkte er mee aan muziekprogramma's als Puls, Radar, Antenna, De Maxx en was jaren de drijvende kracht achter het programma Duyster, een programma vol "tomeloze weemoed en oorverdovende zoetheid". Het programma lanceerde artiesten als Sigur Ros, My Morning Jacket en Jose Gonzalez op de Belgische radio. Het programma verhuisde na een kleine pauze uiteindelijk naar Radio 1 in 2022.
Janssen was ook een tijdje presentator van het punk- en hardcore-programma Punx op Studio Brussel.
Midden 2006 werd Janssen programmator in Muziekcentrum TRIX in Antwerpen, een van de toonaangevende Vlaamse pop- en rockpodia. Begin 2008 werd hij aangetrokken om het programmatie-team van het jaarlijkse Pukkelpop-festival te versterken. 
Janssen was van 1997 tot 2006 ook gitarist-zanger van Cornflames, een rockband uit de Kempen, die twee albums en een ep uitbracht op Funtime Records.
Tegenwoordig is hij ook te horen op Willy (radiozender), waar hij met 'Fuzzbox' een programma rond de allernieuwste muziekreleases presenteert.
Janssen is de zoon van Studio Brussel- en Canvas-presentator Luc Janssen.